# Воскодавинецька сільська рада
Воскодавинецька сільська рада — колишній орган місцевого самоврядування у Козятинському районі Вінницької області. Адміністративний центр — село Воскодавинці.

## Загальні відомості
Воскодавинецька сільська рада була утворена в 1922 році. Територією ради протікає річка Десенка.

## Населені пункти
Сільській раді були підпорядковані населені пункти:
- с. Воскодавинці

## Склад ради
Рада складалася з 14 депутатів та голови.

### Керівний склад попередніх скликань
| ПІБ                   | Основні відомості                                                                       | Дата обрання | Дата звільнення |
| --------------------- | --------------------------------------------------------------------------------------- | ------------ | --------------- |
| Білик Юрій Андрійович | Сільський голова, 1965 року народження, освіта вища, член Соціалістичної партії України | 26.03.2006   | 31.10.2010      |
| Білик Юрій Андрійович | Сільський голова, 1966 року народження, освіта вища, безпартійний                       | 31.10.2010   |                 |

Примітка: таблиця складена за даними джерела